# ريكاردو لوبيز (مجرم)
ريكاردو لوبيز (بالإسبانية: Ricardo Lopez)‏ هو مجرم أوروغواياني، ولد في 14 يناير 1975 في مونتفيدو في الأوروغواي، وتوفي في 12 سبتمبر 1996 في هوليوود في الولايات المتحدة بسبب إصابة بعيار ناري.

## حياة
وُلد ريكاردو لوبيز في مونتيفيديو، أوروغواي في 14 يناير 1975، لأسرة من الطبقة المتوسطة، انتقلت إلى الولايات المتحدة واستقرت في لورانسفيل بجورجيا وكانت علاقته جيدة مع أسرته، ووُصف بأنه كان سهل الانقياد ولكنه انطوائي. أعرب لوبيز في مذكراته التي عثرت عليها الشرطة عن شعوره بالخجل والنقص، فضلاً عن شعوره بالإحراج الاجتماعي تجاه النساء كتب الصحفي باولو بيليجريني أن لوبيز قد تم تشخيص إصابته بمتلازمة كلاينفلتر.
كان لوبيز يطمح في أن يصبح فنانًا مشهورًا، وقد ترك المدرسة الثانوية. ومع ذلك، لم يتابع مسيرته الفنية بجدية بسبب شعوره بالنقص، وخوفه من حرمانه من الالتحاق بمدرسة الفنون وعمل بشكل متقطع في شركة أخيه لمكافحة الحشرات "ميامي ميل إكزترميناتورز" لإعالة نفسه وبحلول سن السابعة عشرة، أصبح لوبيز منعزلاً، وكوسيلة للهروب، انزوى في عالم من التخيلات وأصبح مفتونًا بالمشاهير.
أصبح مهووسًا في البداية بجينا ديفيس، حيث شاهد فيلم Thelma & Louise عدة مرات. وذكر "لوبيز" في مذكراته أنه شاهده أكثر مما شاهد "هينكلي" فيلم "سائق التاكسي". وعلى الرغم من كل هذا، سرعان ما تخلى عن ديفيس بعد أن اكتشف أنها كانت تخطط للزواج من المخرج ريني هارلين.